# Zygophylax antipathes
Zygophylax antipathes är en nässeldjursart som först beskrevs av Jean-Baptiste Lamarck 1816.  Zygophylax antipathes ingår i släktet Zygophylax och familjen Lafoeidae. Inga underarter finns listade i Catalogue of Life.